# Grewia denticulata
Grewia denticulata är en malvaväxtart som beskrevs av Wallich och David Prain. Grewia denticulata ingår i släktet Grewia och familjen malvaväxter. Inga underarter finns listade i Catalogue of Life.